# Commanderie du Tâtre
La commanderie Saint-Jean du Tâtre est une commanderie hospitalière anciennement commanderie templière située au Tâtre, en Charente, au sud-ouest de Barbezieux. Sa chapelle correspond à l'actuelle église paroissiale.

## Historique
Aucun document témoignant de la date de création de cette commanderie ne nous est parvenu, mais son origine templière ne fait aucun doute. Elle était située près d'une voie secondaire des chemins de Compostelle.
Son commandeur était le seigneur du Tâtre, et avait droit de basse, moyenne et haute justice.
La chapelle de la commanderie templière remonte au tout début du XIIIe siècle. C'est l'actuelle église paroissiale Saint-Jean du Tâtre.
Entre la suppression de l'ordre des Templiers et le XVe siècle, la commanderie fut dévolue, comme celles de cette partie du diocèse de Saintes, aux Hospitaliers de l'ordre de Saint-Jean de Jérusalem de la commanderie des Épeaux. C'est à cette époque que fut doublé l'édifice en longueur et devint le siège de la paroisse.
En 1479 et 1565, des textes attestent de l'appartenance du Tâtre aux Épeaux.
Au nord-est du chevet, une terre appelée « champ du gouverneur » rappelle l'existence de cette commanderie.

## Description
La chapelle primitive occupe le chœur actuel, avec un chevet plat. Il possède deux travées et il est plus haut et plus long que la seconde construction du XIVe siècle, devenue la nef de l'édifice. Le clocher à campanile surmonte l'ensemble à leur jonction. Les voûtes romanes du chœur ont été remplacées en ce XIVe siècle par des croisées d'ogives dont la clé de voûte a été sculptée d'une croix de Malte. Le chevet est ajouré d'une baie romane avec colonnettes et un cordon. L'église a été restaurée au début du XXe siècle, et les piliers et les controforts consolidés en 1990,.
Les deux travées de la chapelle primitive ont été inscrites aux monuments historiques depuis 1992.
La cloche datant de 1624 est classée monument historique au titre objet depuis 1944.

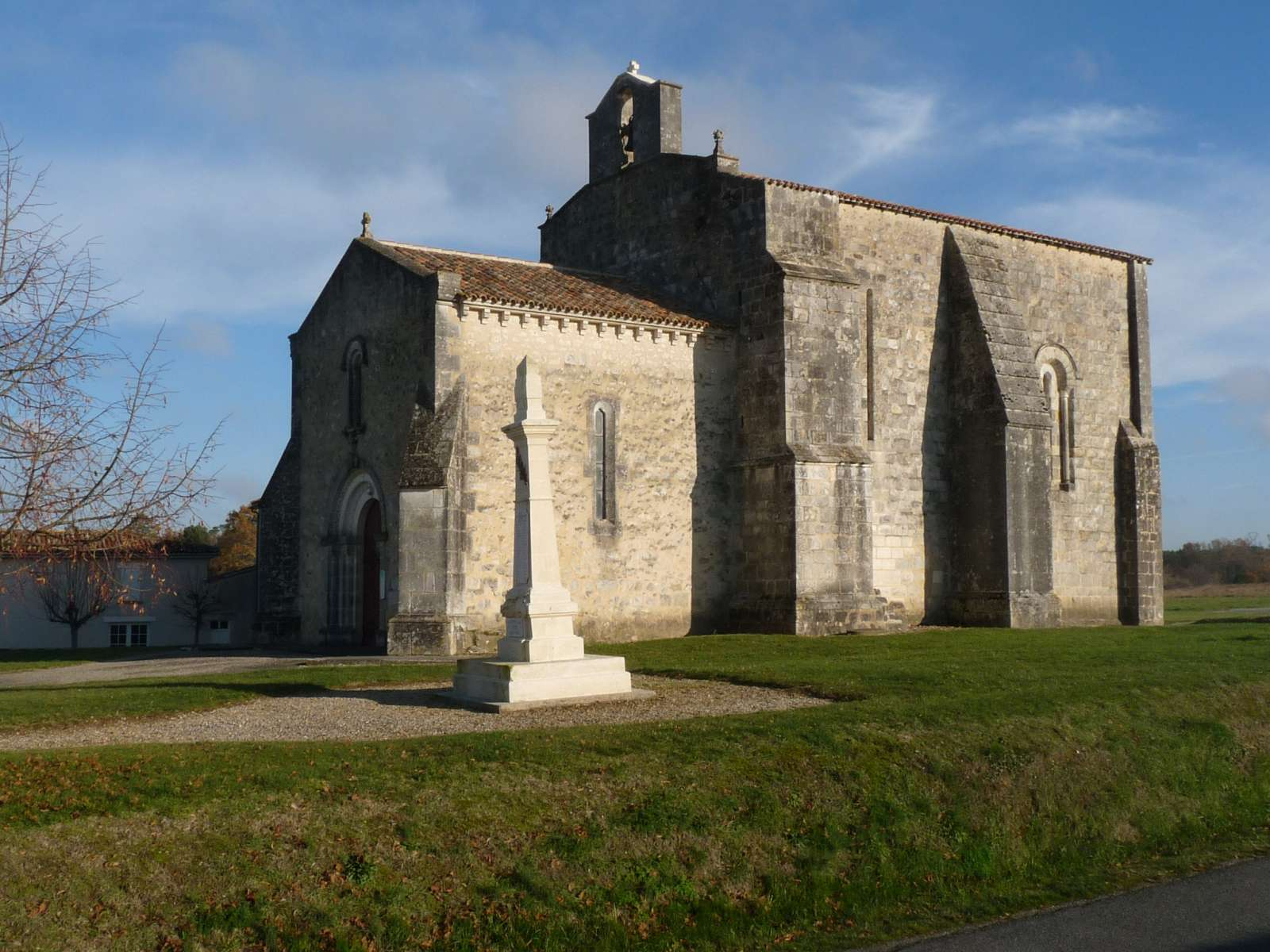
Vue du sud. L'extension de nef est à gauche, à l'entrée.
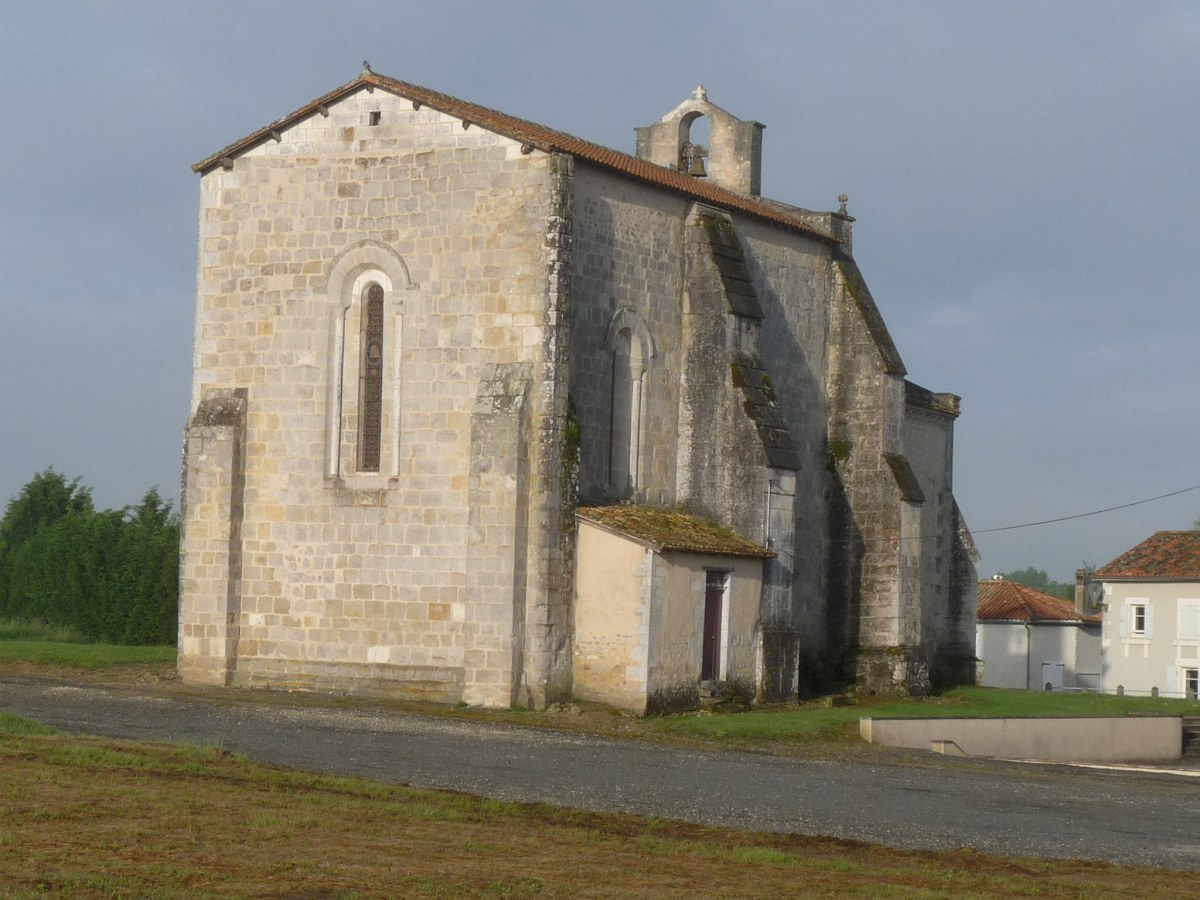
Le chevet de la chapelle primitive, à baie unique.
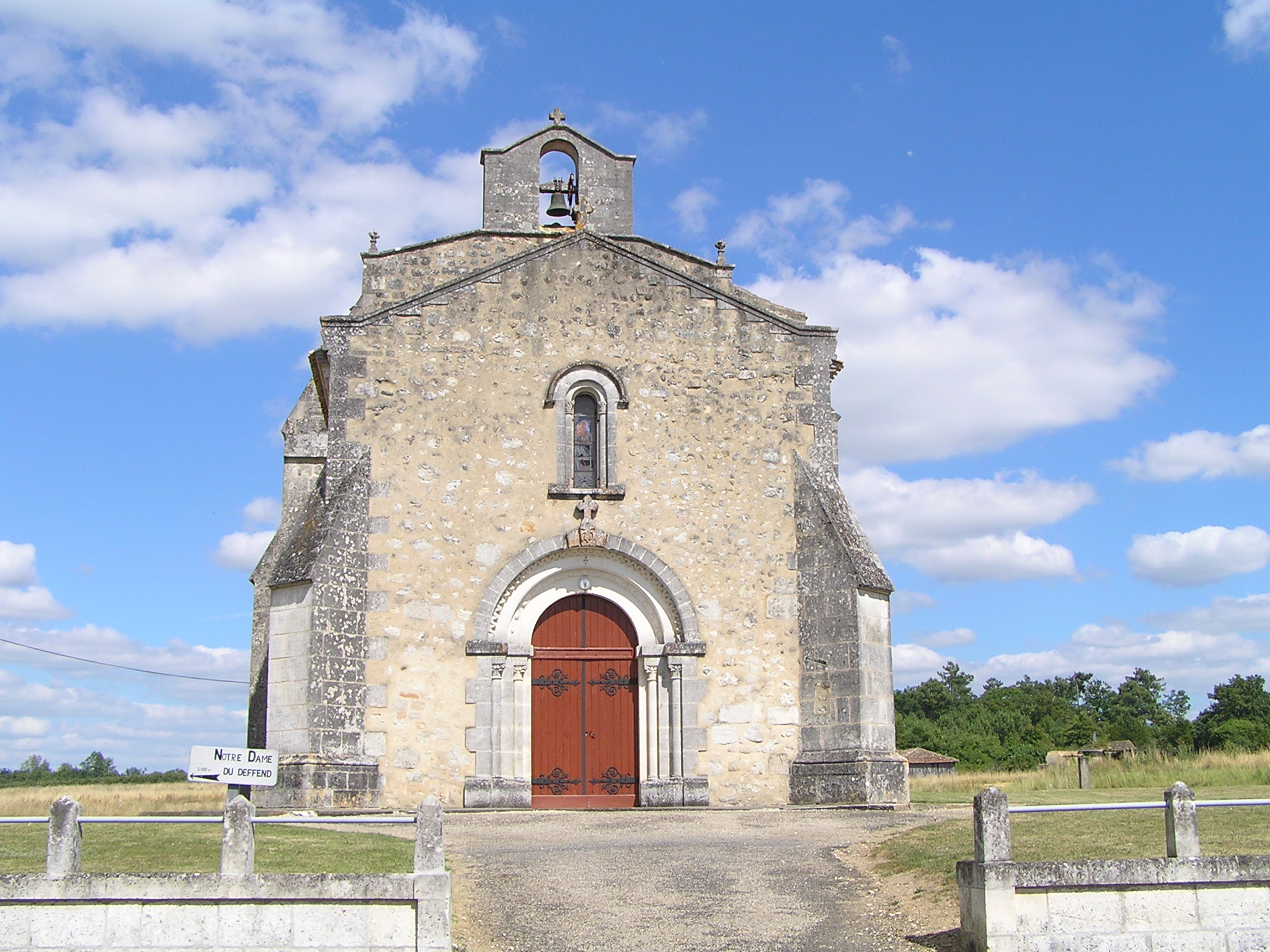
La façade et l'entrée.
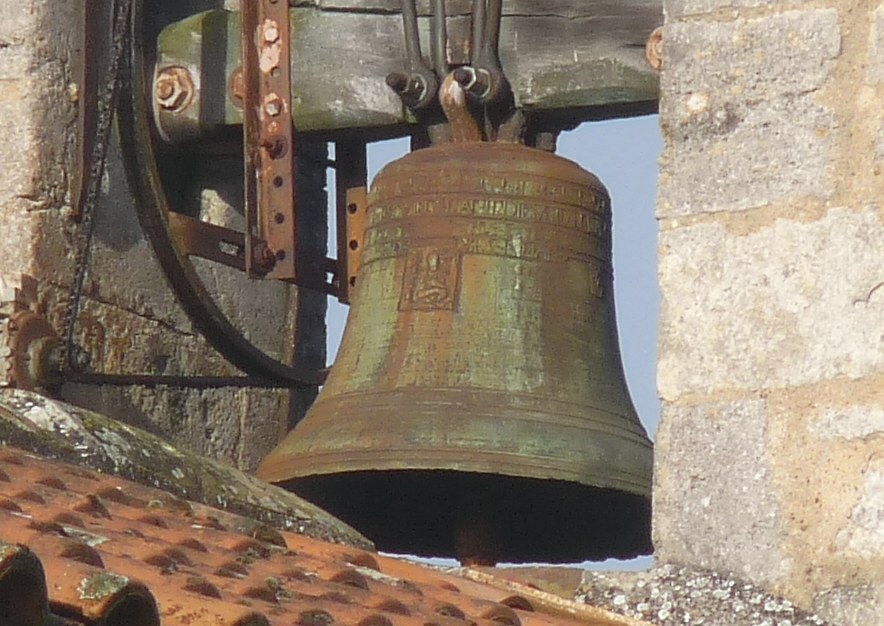
La cloche.

## Commanderie du Deffend
Il y aurait eu une autre commanderie, fondée par les Templiers, aux Deffends (orthographiée autrefois les Deffants, ou le Deffenz). Ce village est situé à moins de 500 mètres de là dans la même commune,.
Aucun document mentionnant la création de cette commanderie templière ne nous est parvenu. Toutefois, des procès-verbaux mentionnent la réception dans l'Ordre de plusieurs chevaliers dans la chapelle du Deffend.
Parmi les commandeurs templiers de cet établissement, sont connus :
- Vers 1286- 1287, frère Pierre de Limoges, sergent.
- Vers 1305-1307, frère Guillaume le Chandelier, sergent[8].

L'un des commandeurs hospitaliers fut le frère Jean Arnaud en 1370 que l'on trouve de nouveau en 1373.
En 1373, lors d'une enquête pontificale, cette commanderie fut mentionnée parmi les biens des Hospitaliers dans le diocèse de Saintes,. Elle possédait alors trois moulins dont un totalement ruiné.
Assez curieusement, cette enquête de 1373 ne parle pas de la commanderie du Tâtre, alors qu'elle donne des informations sur toutes les maisons voisines et en particulier sur la commanderie du Deffend. En effet, les commanderies de Guizengeard, de la Lande, de Viville et d'Avignac lui furent rattachées, ce qui laisse à penser que le Tâtre et le Deffend formaient une seule et unique commanderie templière.
Après la dévolution des biens de l'ordre du Temple la commanderie du Deffend est resté une commanderie autonome avant d'être rattachée à la commanderie hospitalière des Épeaux à la fin du XVe siècle. Mais dans un premier temps, à la fin de la guerre de Cent Ans, les Hospitaliers la regroupent avec Civrac (au sud de Saintes) et Bussac pour en faire une baillie autonome. À la fin du XVe siècle, toutes les commanderies de la Saintonge méridionale font partie de la baillie des Épeaux à l'exception de la commanderie du Dognon.
Au XVIe siècle la chapelle de cette commanderie abandonnée n'était plus qu'une chapelle de dévotion Notre-Dame liée à une source, jusqu'à la Révolution où les biens furent vendus et la chapelle détruite. La statue de la Vierge à l'Enfant a été récupérée et placée dans l'église paroissiale. L'emplacement de la chapelle s'est perdu. Selon certains, le temple protestant a été construit à son emplacement en 1871.

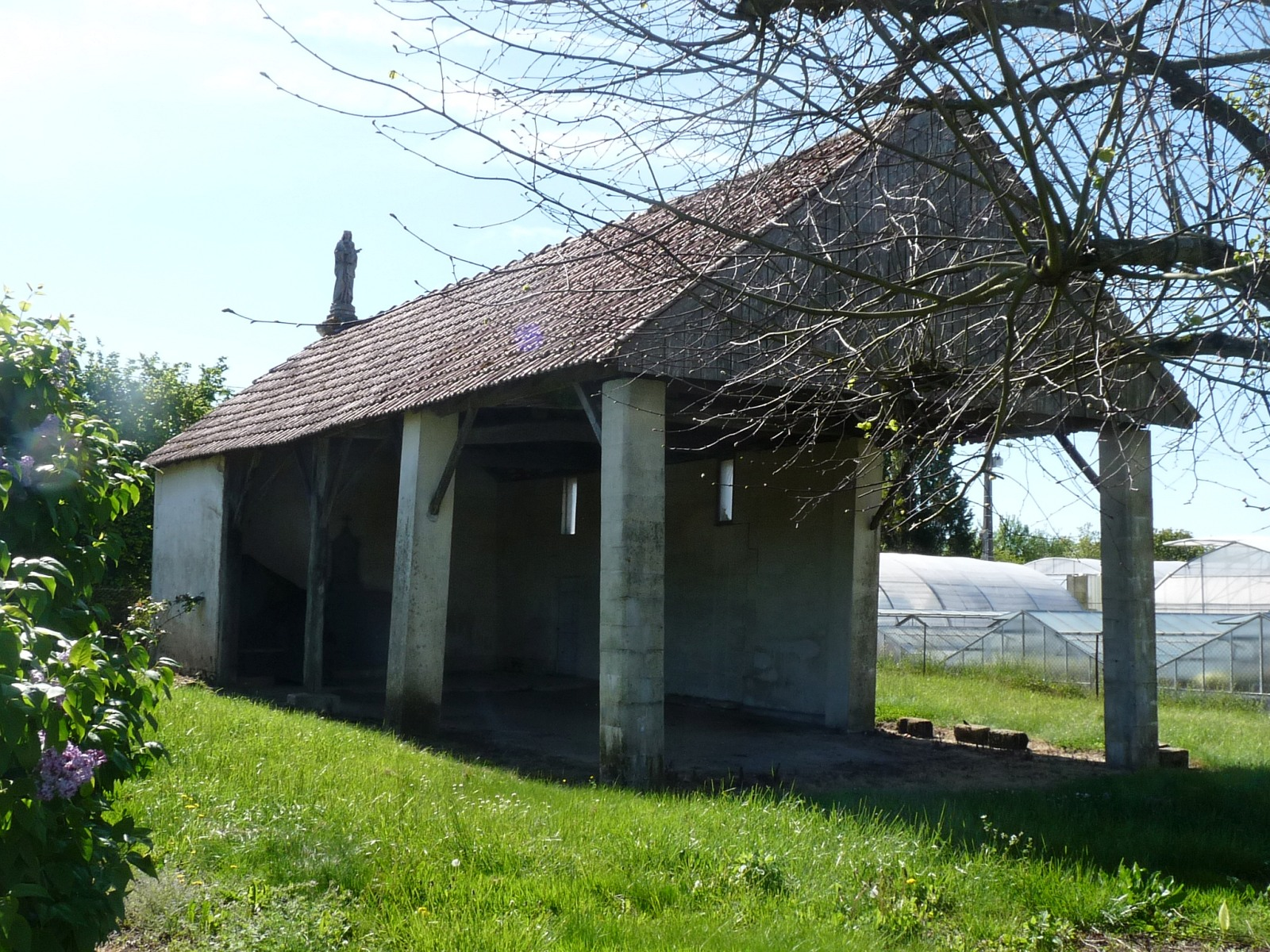
Notre-Dame du Deffends
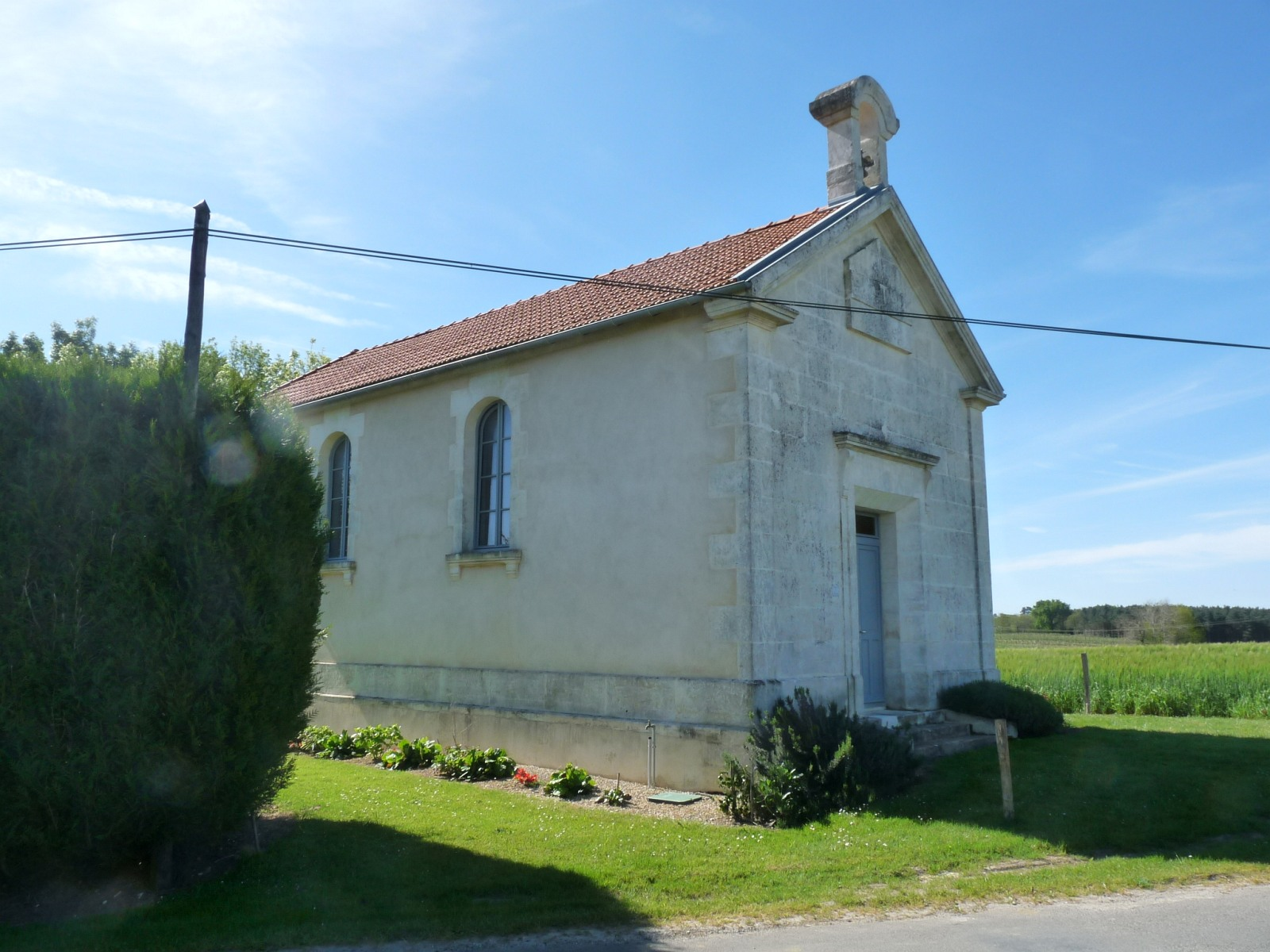
Le temple protestant